# Дуб Івана Франка (Стрий)
Дуб Іва́на Франка́ — ботанічна пам'ятка природи місцевого значення в Україні. Розташована в місті Стрий Львівської області, на вулиці Гайдамацькій, 15 (територія Вищого професійного училища № 34). 
Площа 0,05 га. Статус надано 1984 року. Перебуває у віданні ВПУ № 34. 
Статус надано з метою збереження вікового дуба, посадженого 10 червня 1926 року на пам'ять про українського поета й письменника Івана Франка.

## Галерея

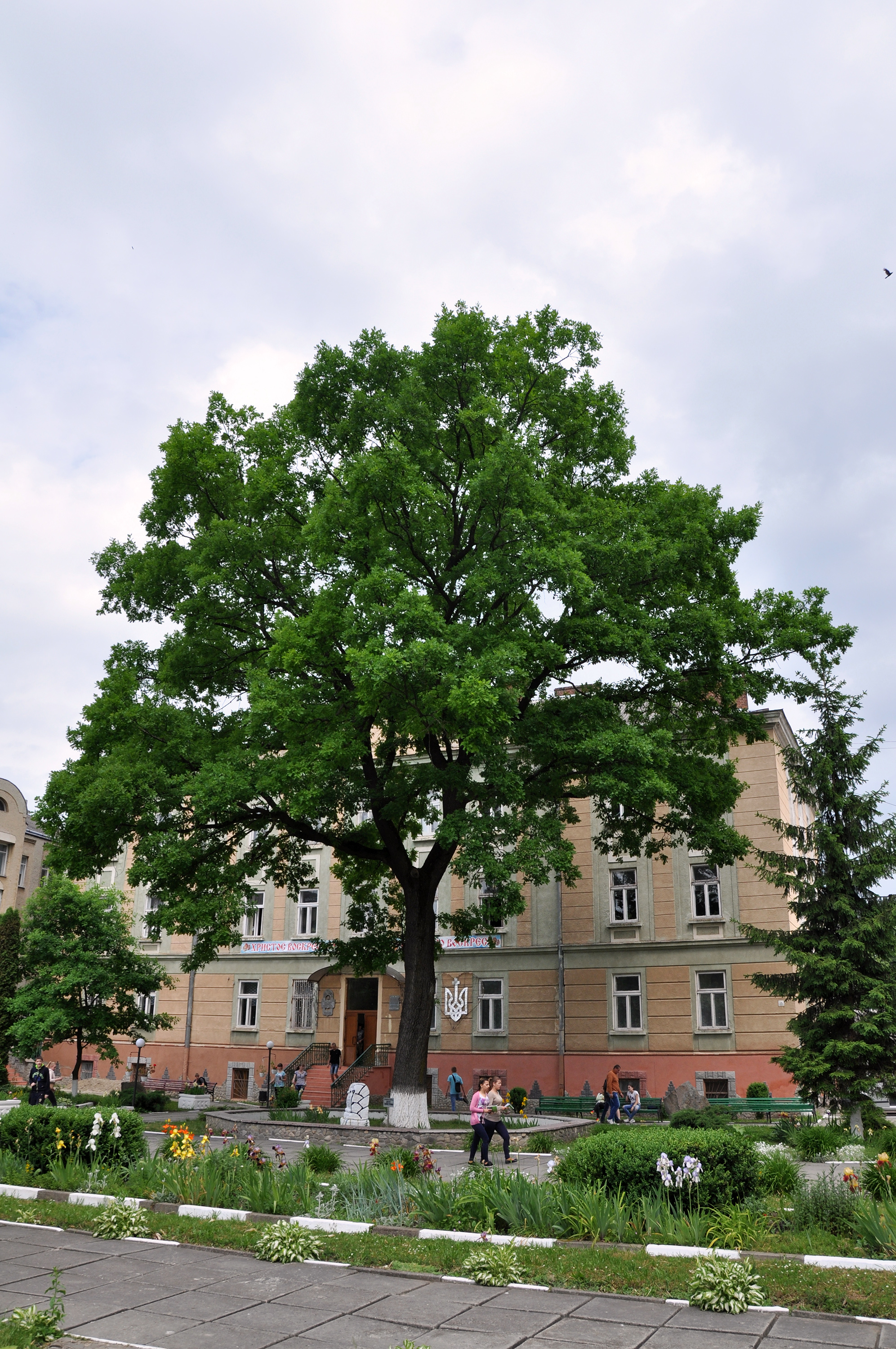
Дуб Івана Франка
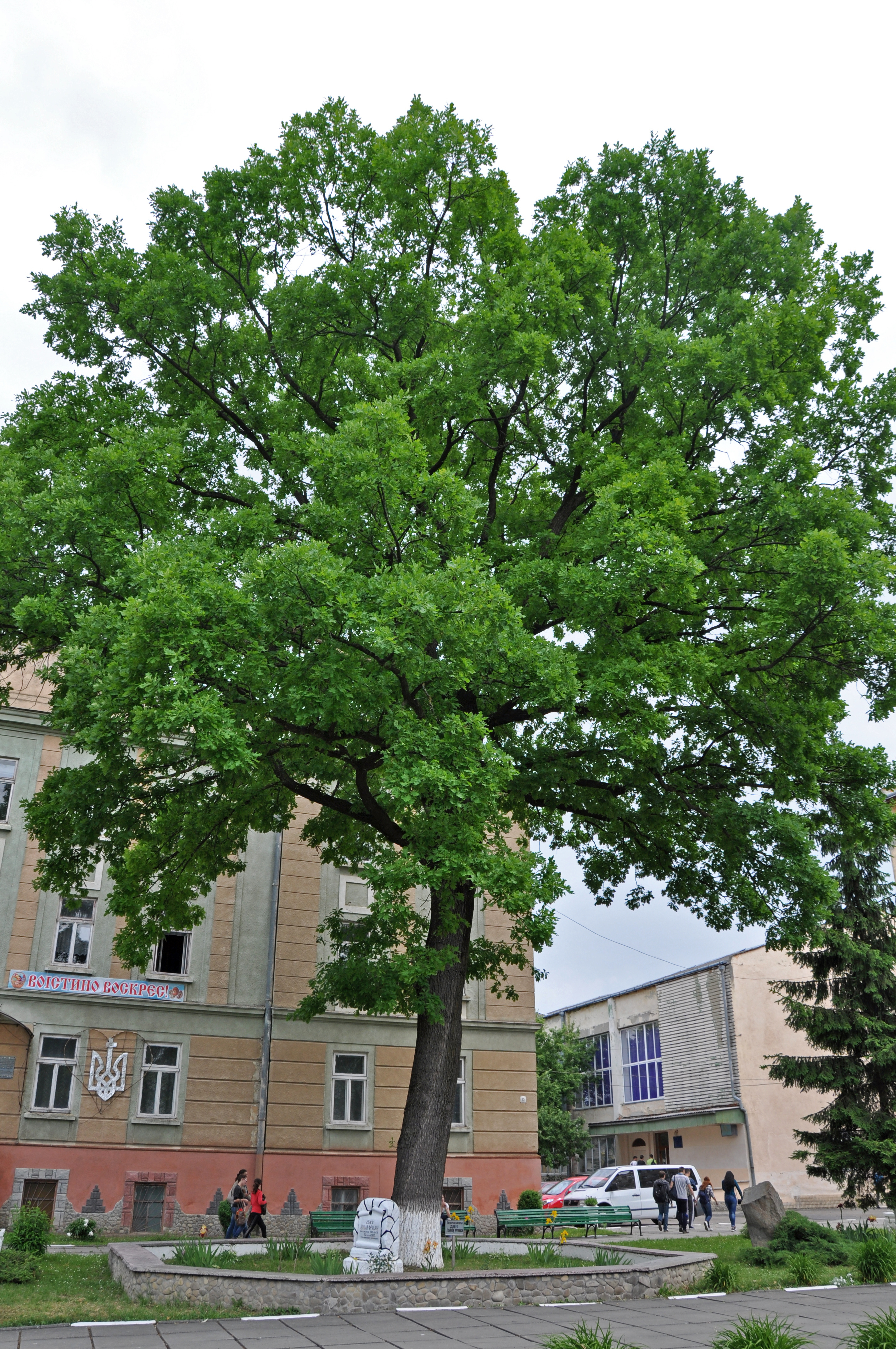
Дуб Івана Франка
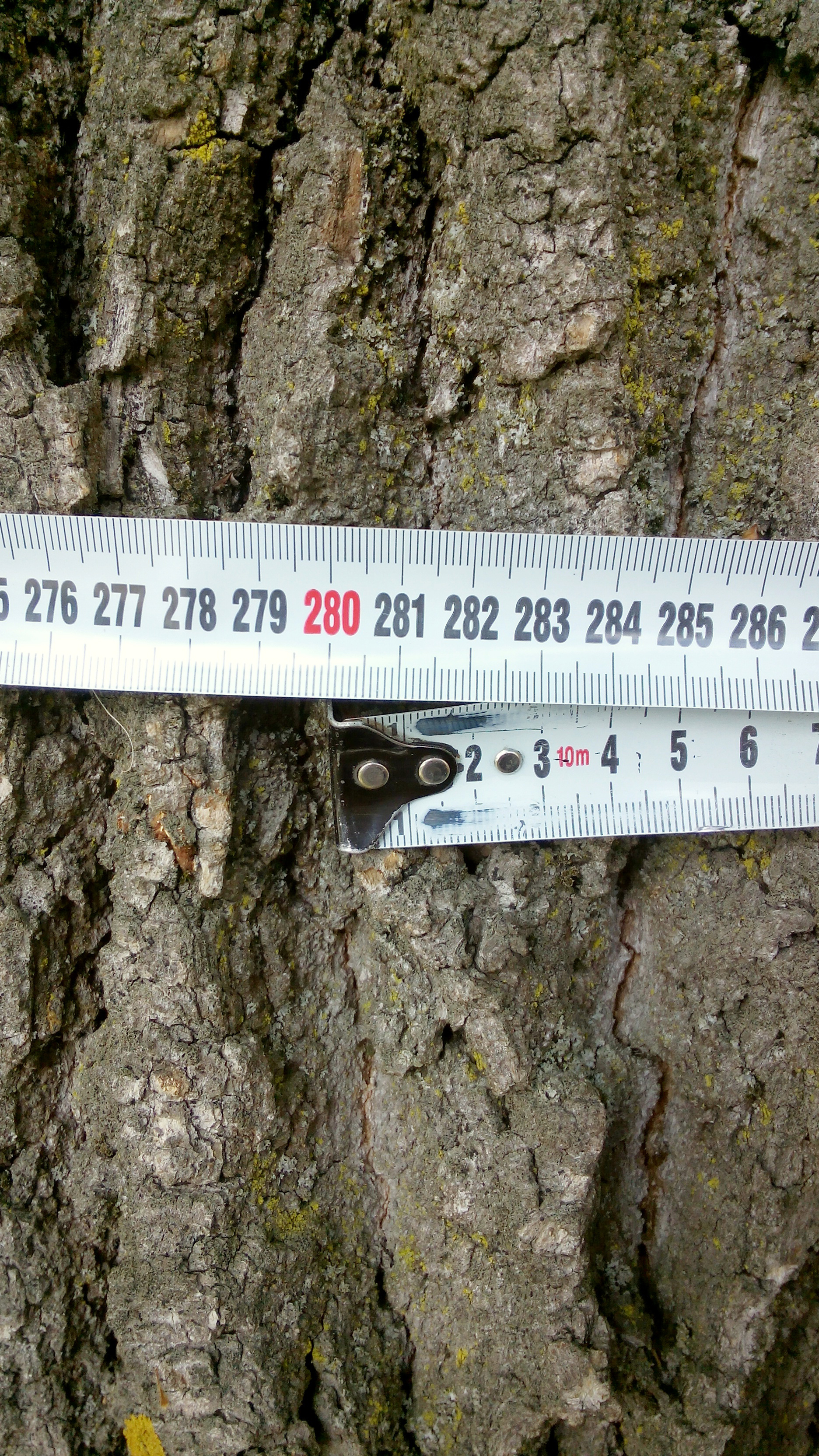
Дуб Івана Франка Об'єм
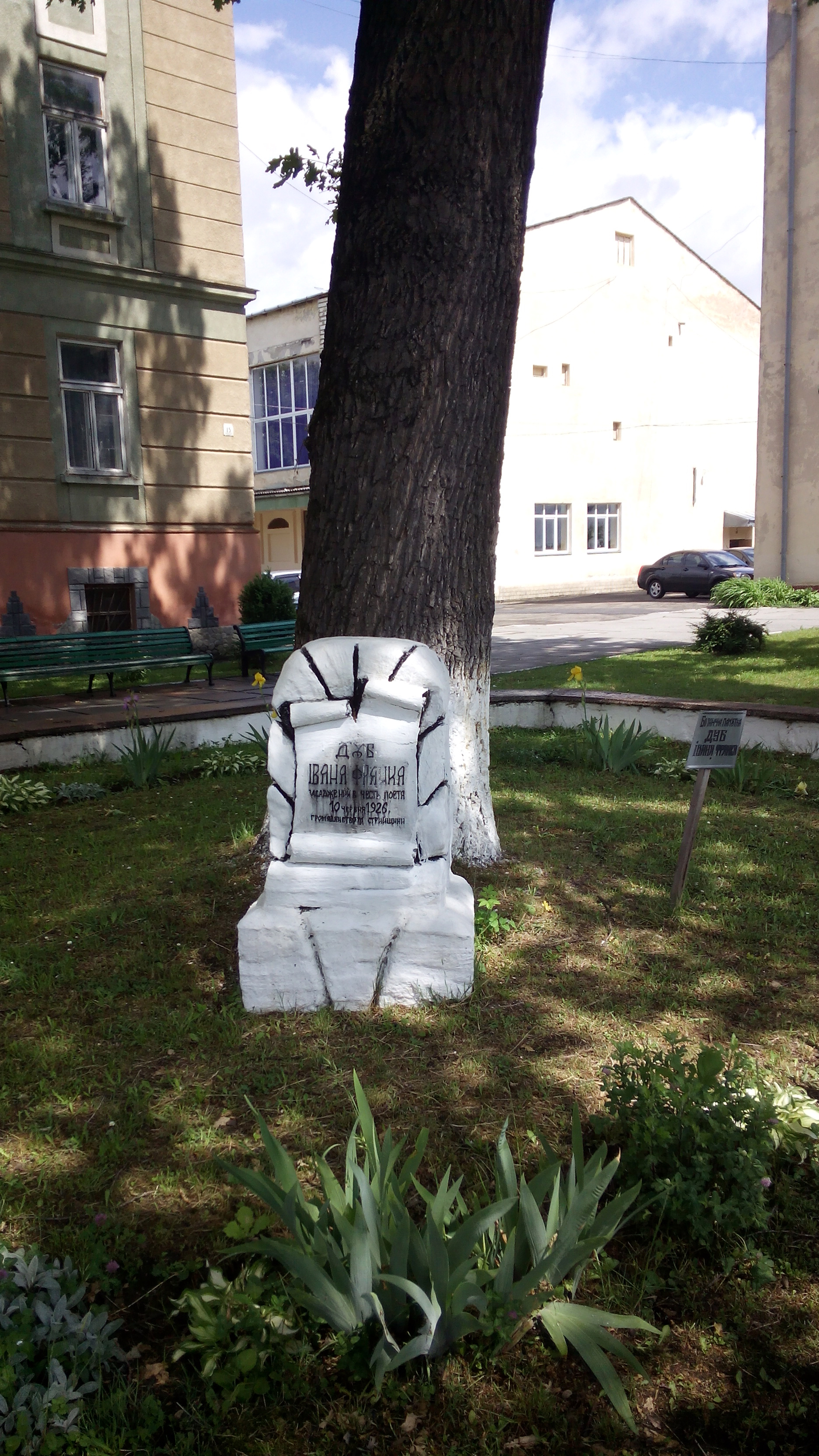
Дуб Івана Франка